# SOMUA ALB
Le Somua ALB est un autorail prototype commandé par le PLM pour tester un moteur Diesel 2 temps. 
Il ne fera qu'une marche d'essai Vénissieux - Grenoble en 1942 et sera détruit par un bombardement.

## Description
Le Somua ALB est un autorail prototype à bogies de 71 places assises et 20 debout. 
Il a été commandé par le PLM pour tester un moteur Diesel 2 temps de la "Compagnie Lilloise de Moteurs" (CLM) créée en Avril 1928, devenue Indenor en 1955. L'exploitant voulait comparer ce moteur à 8 cylindres en ligne développent 500 ch aux moteurs Diesel 4 temps comme le 16 cylindres Renault 506 équipant les autorails ADP ou encore le 12 cylindre Maybach équipant les autorails TAR Nord.
Il dispose d'une grande salle de 3e classe située entre 2 plateformes d'accès et d'une salle de 2e classe bénéficiant d'une porte dédiée à côté de la porte de 3e classe.